# Croton oblongus
Espèce
Croton oblongus est une espèce de plantes à fleurs du genre Croton et de la famille des Euphorbiaceae, présente à l'ouest et au centre de la Malaisie.
Il a pour synonyme :
- Croton confusus, Gage, 1922
- Croton diadenus, Miq., 1861
- Croton korthalsii, Müll.Arg., 1866
- Croton laevifolius, Blume, 1826
- Croton oreoborneicus, Croizat, 1942
- Croton tiglioides, Blume, 1826
- Mallotus minahassae, Koord.
- Oxydectes korthalsii, (Müll.Arg.) Kuntze
- Oxydectes laevifolia, (Blume) Kuntze